# My Girl (песня)
«My Girl» — песня американской группы Temptations. Была выпущена как сингл в конце 1964-го или самом начале 1965 года. Стала первый синглом в истории группы, достигшим 1 места в США.
В 2004 году журнал Rolling Stone поместил песню «My Girl» в исполнении группы Temptations на 88 место своего списка «500 величайших песен всех времён». В списке 2011 года песня также находится на 88 месте.
Кроме того, песня «My Girl» в исполнении Temptations вместе c ещё двумя песнями этой группы, — «Ain’t Too Proud to Beg» и «Papa Was a Rollin’ Stone», — входит в составленный Залом славы рок-н-ролла список 500 Songs That Shaped Rock and Roll.
В 1998 году сингл группы Temptations c этой песней (вышедший в 1964 или 1965 году на лейбле Gordy Records) был принят в Зал славы премии «Грэмми».

## Чарты
| Чарт (1965–66)                  | Наив. поз. |
| ------------------------------- | ---------- |
| США (Billboard Hot 100)         | 1          |
| США (Billboard Hot R&B Singles) | 1          |

## Кавер-версии
Песня была перепета Майклом Джексоном на его альбоме Ben (1972 года).